# José Gaspar Rodríguez de Francia
José Gaspar Rodríguez de Francia (ur. 6 stycznia 1766 w Yaguarón, zm. 20 września 1840) – paragwajski polityk, który w latach 1814 – 1840 niepodzielnie rządził krajem.
Bohater powieści Ja, Najwyższy (Yo el Supremo, 1974) autorstwa Augusta Roi Bastosa. Utwór doczekał się polskiego przekładu.

## Historia
Jego ojciec, oficer armii brazylijskiej, osiadł w Paragwaju i poświęcił się uprawie tytoniu. Młody José posiadał jednak frankofilskie poglądy, wedle których uważał się za Francuza i zmienił portugalskie nazwisko França (lub Franza) na Francia. Uczęszczał do szkoły prowadzonej przez jezuitów, dalej zaś studiował teologię na uniwersytecie w Córdobie.
W antyhiszpańskiej rebelii, w której gubernator Hiszpanii Bernardo Velasco został usunięty z urzędu, Francia nie uczestniczył (prawdopodobnie się mu sprzeciwiał), mimo to udało mu się wejść w skład junty rządzącej krajem. Nieznajomość polityki i prawa dwóch pozostałych członków junty sprawiła, że zajął się napisaniem konstytucji, którą ratyfikował pośpiesznie zgromadzony Kongres. Paragwaj stał się pierwszą południowoamerykańską niepodległą republiką.
Francia dobrał sobie do współpracy dwóch generałów, nie potrafił jednak znaleźć z nimi wspólnego języka, w rezultacie czego wystąpił z rządu, pozostawiając go w stanie paraliżu, po czym wyjechał na prowincję w celu podburzania nieusatysfakcjonowanych posiadaczy ziemskich. Plan ułatwiła mu trwająca wojna hiszpańsko-argentyńska, gdy Parana, właściwie jedyna droga umożliwiająca Paragwajowi eksport i import towarów, stała się niedostępna dla żeglugi. Dążył również do zdobycia zaufania lokalnych Indian Guarani, reprezentując skrajną pogardę wobec osób pochodzenia hiszpańskiego.
Kiedy junta z Buenos Aires przysłała do stolicy Asunción swego przedstawiciela, Francia oskarżył Argentyńczyków o zamiary uzyskania metodami dyplomatycznymi tego, czego nie udało im się przedtem osiągnąć zbrojnie. Rządzący z pięcioosobowej junty mieli hiszpańskie pochodzenia, przez co nie cieszyli się zaufaniem w kwestii postawienia na pierwszym miejscu spraw Paragwaju. Francia wyraził zgodę na zaoferowany przez nich powrót do władzy, domagał się jednak rządów samodzielnych. Objął stanowisko konsula, a później ogłosił się dożywotnim dyktatorem. Zyskał przydomek „El Supremo”. Wkrótce po tym zdławił bunt byłych członków junty – byłego konsula Fulgencio Yegrosa i zwolennika dawnego ustroju Pedro Juana Caballero. Obydwaj zginęli w 1821: Yegros został stracony, a Caballero odebrał sobie życie w więzieniu.
Do wejścia Francii w skład junty walnie przyczynił się Pedro Somellera, jego znajomy ze studiów i długoletni przyjaciel. On i jego brat Benigno, a także eksgubernator Velasco, znaleźli się wkrótce w gronie aresztowanych. W celi przetrzymywanego w izolacji Somellery drzwi często pozostawiano otwarte, dowiedział się także o nadchodzącym zamachu stanu, który miał przywrócić do władzy Velasco. 29 września wojsko wyległo na ulice. Pochód okazał się prowokacją. Francia wydał rozkaz powieszenia przeciwników politycznych, przed których szubienicami odbył się marsz „zbuntowanych” oddziałów. Bernardo Velasco umarł w więzieniu. Somellerze, który nie dał się wciągnąć w podstęp, zezwolono na emigrację. Aby zapobiec kolejnym rebeliom, dyktator zakazał awansowania oficerów powyżej stopnia kapitana, sam natomiast został dowódcą plutonu egzekucyjnego, wydający żołnierzom naboje.
Francia politycznie i gospodarczo odizolował Paragwaj od innych państw Ameryki Południowej. Rządy sprawował twardą ręką – przedstawicieli opozycji mordował lub zamykał w więzieniu. Występował przeciw kreolskiej elicie społecznej i hierarchii kościelnej, zwiększył znaczenie indiańsko-metyskiego chłopstwa. Gospodarkę kraju oparł na rolnictwie, stwarzając model państwa samowystarczalnego ekonomicznie i kontrolującego większą część działalności gospodarczej. W polityce zagranicznej udało mu się zachować niepodległość Paragwaju, mimo konfliktów z większymi i silniejszymi sąsiadami (Argentyna, Brazylia).
Doznawszy zawodu miłosnego, stronił od kobiet i nie założył rodziny. Swoich krewnych również nie obdarzał zaufaniem: uwięził brata, dwóch szwagrów, a siostrzeńca kazał stracić.
Francia przeziębił się, kiedy w czasie gwałtownej burzy woda zalała jego sypialnię. 20 września 1840, na krótko przed śmiercią, przebił szpadą lekarza, który usiłując go zbadać, złamał zasadę przebywania w odległości co najmniej 6 kroków od osoby dyktatora, po czym dostał ataku i stracił przytomność. Wzywanej przez lekarza pomocy straże nie udzieliły, obawiając się kary za wejście do pokoju bez zgody dyktatora. Ciało Francii, mimo jego antyreligijnych przekonań, zostało wystawione przed głównym ołtarzem katedry w stolicy Paragwaju. W mowie pogrzebowej ksiądz wychwalał zmarłego, nawoływał Paragwajczyków do opłakiwania „zbawcy kraju” i „gwaranta niepodległości naszego narodu”. Za granicą zwolennikiem rządów Francii był m.in. szkocki radykał Thomas Carlyle, chociaż nie był zorientowany w sytuacji. W nocy po nabożeństwie ciało zniknęło z katedry.

## Opracowano na podstawie...
- Nigel Cawthorne, 100 tyranów, despotów i dyktatorów, Świat Książki, Warszawa, 2007, ISBN 978-83-7391-956-3, str. 122-125, tłum. Anna Wiśniewska